# Tadeusz Bartecki
Tadeusz Bartecki (ur. 22 marca 1927, zm. 7 lutego 2001) – polski lekkoatleta, specjalizujący się w biegach średniodystansowych.

## Osiągnięcia
- Mistrzostwa Polski seniorów w lekkoatletyce

- 1949

- Gdańsk: brązowy medal w biegu na 800 m
- Wrocław: złoty medal w sztafecie 3 × 1000 m, srebrny medal w sztafecie 800+400+200+100 m

- Wrocław 1952 – brązowy medal w biegu na 800 m
- Zabrze 1956 – brązowy medal w sztafecie 4 × 400 m

- Halowe mistrzostwa Polski seniorów w lekkoatletyce

- Poznań 1949 – srebrny medal w sztafecie 3 × 800 m, brązowy medal w biegu na 800 m
- Przemyśl 1950 – srebrny medal w biegu na 800 m
- Poznań 1951 – brązowy medal w biegu na 800 m